# پیمان جده

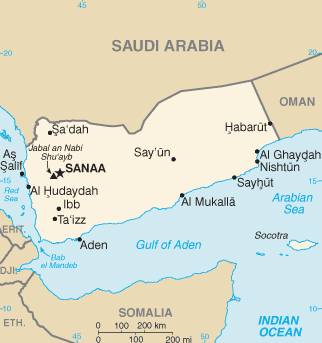
Map of Yemen, showing the finalised northern border with Saudi Arabia

پیمان جده در سال ۲۰۰۰ به ناساز‌گاری مرزی عربستان سعودی و یمن که ریشه‌اش در خواسته‌های مرزی عربستان در سال ۱۹۳۴ بود، پایان بخشید.

## زمینه
ریشه این درگیری دیرپا به پیمان مرزی طائف در سال ۱۹۳۴ و مرزبندی‌ای که ۳ سال پس از آن انجام شد برمی‌گردد. گُنگ بودن جای مرز به خواست‌های سرزمینی رو در روی عربستان سعودی و یمن در درازای سده بیستم انجامید که با خواسته‌های کهن پیش از استعمار و گمان‌آلود بودن قله‌ای که نامش در پیمان‌نامه آمده‌بود، این ناهماهنگی‌ها پیچیده‌تر هم شد.
دو جنگ بر سر مرز در گرفت: در سال ۱۹۳۴ و در سال ۱۹۶۹. در میانه‌های دهه ۱۹۹۰ دو کشور، در آغاز با یادداشت همکاری فوریه ۱۹۹۵، و سپس در تابستان ۱۹۹۷ با نشستی در دریاچه کوموی ایتالیا که «خط کومو» موقتی را پدید آورد، نیاز به یک مرز روشن و پذیرفته را بازگو کردند.
با این همه، پیشرفت‌ها در سه سال آینده به در بسته خورد و کند شد. چرایی این کُندی، تا اندازه‌ای به این برمی‌گشت که دو کشور درباره اینکه آب‌هایشان در دریای سرخ درست در کجا باید مرزبندی شود  به چالش برخوردند. از همین روی بود که یک رشته زدوخوردهای مرزی مانند رویارویی میان نیروهای لشگری یمن و عربستان سعودی بر سر جزیره دویمه (که در جنوب جزایر فراسان جای دارد) در ژوئیه ۱۹۹۸ درگرفت.

## امضای پیمان
در ماه مه سال ۲۰۰۰، ولیعهد عربستان سعودی برای نخستين بار به یمن رفت و دهمین سالگرد يكپارچگي یمن شمالی و جنوبی را گرامی داشت. اندکی پس از این دیدار و یک رشته گفتگوهای دیپلماتیک فشرده، سرانجام دو كشور پيمان جده را در ۱۲ ژوئن ۲۰۰۰ در شهر بندری عربستان امضا کردند تا از ماه ديگر پياده شود.
امضاکنندگان این پيمان وزیران خارجه هر دو کشور و همچنین عبدالرحمن بگامال دستيار نخست وزیر یمن بودند.
این پيمان مختصات ريزبينانه‌ای را برای مرزهای زمینی و دریایی پيش كشيد و مقرراتی را برای حقوق شبانی چوپانان، جايگيری نیروهای لشگری و بيرون كشيدن سرمايه‌های طبیعی آینده در راستای مرز  پديد آورد.

## رویدادهای دیگر
در سال ۲۰۰۳، عربستان سعودی ساخت دیوار مرزی با یمن را آغاز نمود و چرایی آن را، قاچاق سازمان یافته و نگرانی های امنیتی بازگو کرد.
به دنبال فشارهای دیپلماتیک  و بدنامی نقض "سرزمین حائل ۲۰ کیلومتری" که در پیمان ۲۰۰۰ برای چرای دام‌ها پیش‌بینی شده‌بود، عربستان سعودی پذیرفت  ساخت و ساز را بایستاند و هر دو کشور از این پیمان در فوریه ۲۰۰۴ پیروی کنند.
با این همه  عربستان سعودی دیوار مرزی را میان سال‌های ۲۰۰۹-۲۰۱۰ به فرجام رساند. به دنبال اثرات نا‌آرام‌کننده انقلاب ۲۰۱۱ یمن و در پی آن دست‌اندازی عربستان سعودی در جنگ شهروندی یمن، بر مرزها به گونه‌ای فزاینده دیدبانی می‌شود و گذرگاه‌ها کم شده‌است. 

## بن‌مایه
1. ↑  The Treaty of Jeddah, 2000 بایگانی‌شده  در ۲۰۱۴-۰۳-۰۶ توسط Wayback Machine, Al-Bab.com, June 22, 2000. Accessed February 9, 2010.
2. 1 2 3  Askar Halwan Al-Enazy (January 2002). ""The International Boundary Treaty" (Treaty of Jeddah) Concluded between the Kingdom of Saudi Arabia and the Yemeni Republic on June 12, 2000". American Journal of International Law. 96 (1): 161–173. doi:10.2307/2686133. JSTOR 2686133. S2CID 144466051.
3. ↑  Charney, Jonathan I.; Alexander, Lewis M.; Smith, Dr Robert W.; Law, American Society of International (2002). International Maritime Boundaries. Martinus Nijhoff Publishers. ISBN 978-90-411-1954-4.[کدام صفحه؟]
4. ↑  "Saudi Arabian-Yemeni Relations: Implications for U.S. Policy". Middle East Policy Council.
5. ↑  "The Treaty of Jeddah, 2000".
6. ↑  Al Zahrani, Mohammed H.; Omar, Abdiasiis I.; Abdoon, Abdelmohsin M. O.; Ibrahim, Ali Adam; Alhogail, Abdullah; Elmubarak, Mohamed; Elamin, Yousif Eldirdiry; AlHelal, Mohammed A.; Alshahrani, Ali M.; Abdelgader, Tarig M.; Saeed, Ibrahim; El Gamri, Tageddin B.; Alattas, Mohammed S.; Dahlan, Abdu A.; Assiri, Abdullah M.; Maina, Joseph; Li, Xiao Hong; Snow, Robert W. (26 June 2018). "Cross-border movement, economic development and malaria elimination in the Kingdom of Saudi Arabia". BMC Medicine. 16 (1): 98. doi:10.1186/s12916-018-1081-z. PMC 6019222. PMID 29940950.